# Live at Vicar Street (Christy Moore)
Live at Vicar Street è un CD live di Christy Moore, pubblicato dalla Columbia Records nel 2002. Il disco fu registrato dal vivo il 1°, 2, 5 e 6 dicembre del 2001 al Vicar Street di Dublino (Irlanda), tranne il brano First Time Ever registrato il 24 febbraio 2002 al The Savoy di Cork (Irlanda).

## Tracce
1. Continental Céilidh – 2:58 (Johnny Mulhearn)
2. First Time Ever – 4:09 (Ewan McColl)
3. A Pair of Brown Eyes – 3:57 (Shane MacGowan)
4. Biko Drum – 3:49 (Wally Page)
5. Quiet Desperation – 3:23 (Floyd Westerman)
6. McIlhatton – 3:13 (Bobby Sands)
7. January Man – 3:52 (Dave Goulder)
8. Allende – 4:10 (Don Lange)
9. Johnny Don't Go – 4:43 (John Spillane)
10. Wandering Aongus – 3:47 (William Butler Yeats)
11. Lisdoonvarna – 6:51 (Christy Moore)
12. Ride On – 4:18 (Jimmy McCarthy)
13. Tribute to Noel Brazil – 0:58
14. Metropolitan Avenue – 4:16 (Noel Brazil)

## Musicisti
- Christy Moore - voce, chitarra, bodhrán
- Donal Lunny - tastiere, bodhrán, accompagnamento vocale
- Declan Sinnott - chitarra, accompagnamento vocale[1]